# Menhir von Alsenz
Der Menhir von Alsenz (auch als Der Wack oder Becker Hennes Wack bezeichnet) ist ein Menhir in Alsenz im Donnersbergkreis in Rheinland-Pfalz.

## Lage
Der Menhir befand sich ursprünglich gut 2 km östlich von Alsenz auf einer Feldflur mit dem Namen Oberhäuser Loch bzw. Heidenloch. Dort bezeichnete er die Grenze eines ehemaligen Hofbanns. In der Nähe verlief eine alte, wohl schon in vorgeschichtlicher Zeit entstandene Straße zwischen Bad Kreuznach und Kaiserslautern. 1953 wurde der Stein nach Alsenz umgesetzt und steht dort seitdem am Parkplatz der Alsenzer Außenstelle der Verbandsgemeindeverwaltung Nordpfälzer Land in der Schulstraße 16.

## Beschreibung
Der Menhir besteht aus Süßwasserquarzit. Er hat eine Höhe von 300 cm, eine Breite von 195 cm und eine Tiefe von 70 cm. Der Stein ist pyramidal geformt und besitzt eine flache Breitseite. Auf dieser wurde 1953 eine Gedenktafel für die in beiden Weltkriegen „gefallenen und vermißten Kameraden“ des Vereins ehemaliger Landwirtschaftsschüler und Hauswirtschaftsschülerinnen angebracht.